# Olympische Sommerspiele 2000/Teilnehmer (Lettland)
| Gelbes Symbol für Goldmedaillen mit stilisierten Olympischen Ringen | Graues Symbol für Silbermedaillen mit stilisierten Olympischen Ringen | Braundes Symbol für Bronzemedaillen mit stilisierten Olympischen Ringen |
| ------------------------------------------------------------------- | --------------------------------------------------------------------- | ----------------------------------------------------------------------- |
| 1                                                                   | 1                                                                     | 1                                                                       |

Lettland nahm an den Olympischen Sommerspielen 2000 in Sydney mit 45 Athleten, 30 Männer und 15 Frauen, teil.
Fahnenträger bei der Eröffnungsfeier war der Leichtathlet Voldemārs Lūsis.

## Medaillengewinner

### Gold
| Name          | Sportart | Wettkampf     |
| ------------- | -------- | ------------- |
| Igors Vihrovs | Turnen   | Männer, Boden |

### Silber
| Name            | Sportart       | Wettkampf                  |
| --------------- | -------------- | -------------------------- |
| Aigars Fadejevs | Leichtathletik | Männer, 50 Kilometer Gehen |

### Bronze
| Name               | Sportart | Wettkampf                         |
| ------------------ | -------- | --------------------------------- |
| Vsevolods Zeļonijs | Judo     | Männer, Leichtgewicht (bis 73 kg) |

## Teilnehmer nach Sportarten

### Fechten
- Jūlija Vansoviča
Frauen, Degen, Einzel: 16. Platz

### Gewichtheben
- Raimonds Bergmanis
Männer, Superschwergewicht: DNF

- Sergejs Lazovskis
Männer, Mittelschwergewicht: 18. Platz

- Viktors Ščerbatihs
Männer, Superschwergewicht: 6. Platz

### Judo
- Vsevolods Zeļonijs
Männer, Leichtgewicht: Bronze

### Kanu
- Jefimijs Klementjevs
Männer, Einer-Canadier, 1000 Meter: 7. Platz

### Leichtathletik
- Uģis Brūvelis
Männer, 50 Kilometer Gehen: 35. Platz

- Jeļena Čelnova-Prokopčuka
Frauen, 5000 Meter: 9. Platz
Frauen, 10.000 Meter: 19. Platz

- Jolanta Dukure
Frauen, 20 Kilometer Gehen: 30. Platz

- Aigars Fadejevs
Männer, 20 Kilometer Gehen: 14. Platz
Männer, 50 Kilometer Gehen: Silber

- Valentīna Gotovska
Frauen, Weitsprung: 19. Platz in der Qualifikation

- Līga Kļaviņa
Frauen, Hochsprung: in der Qualifikation ausgeschieden

- Inga Kožarenoka
Frauen, Speerwurf: 30. Platz in der Qualifikation

- Viktors Lācis
Männer, 800 Meter: Halbfinale

- Irina Latve
Frauen, 800 Meter: Vorläufe

- Anita Liepiņa
Frauen, 20 Kilometer Gehen: 37. Platz

- Modris Liepiņš
Männer, 50 Kilometer Gehen: 9. Platz

- Voldemārs Lūsis
Männer, Speerwurf: 18. Platz in der Qualifikation

- Staņislavs Olijars
Männer, 110 Meter Hürden: Halbfinale

- Māris Putenis
Männer, 20 Kilometer Gehen: disqualifiziert

- Ēriks Rags
Männer, Speerwurf: 26. Platz in der Qualifikation

- Anita Trumpe
Frauen, 100 Meter Hürden: Vorläufe

- Irēna Žauna
Frauen, 400 Meter Hürden: Vorläufe

### Moderner Fünfkampf
- Deniss Čerkovskis
Männer, Einzel: 18. Platz

- Jeļena Rubļevska
Frauen, Frauen, Einzel: 8. Platz

### Radsport
- Raivis Belohvoščiks
Männer, Straßenrennen: DNF
Männer, Einzelzeitfahren: 15. Platz

- Viesturs Bērziņš
Männer, Sprint, Einzel: 10. Platz
Männer, Sprint, Mannschaft: 8. Platz

- Ainārs Ķiksis
Männer, Keirin: Halbfinale
Männer, Sprint, Mannschaft: 8. Platz

- Ivo Lakučs
Männer, Sprint, Mannschaft: 8. Platz

- Gvido Miezis
Männer, 1000 Meter Zeitfahren: 16. Platz

- Andris Naudužs
Männer, Straßenrennen: DNF

- Dainis Ozols
Männer, Straßenrennen: DNF
Männer, Einzelzeitfahren: 21. Platz

- Arvis Piziks
Männer, Straßenrennen: 21. Platz

- Andris Reiss
Männer, Straßenrennen: 80. Platz

### Ringen
- Igors Samušonoks
Männer, Halbschwergewicht, Freistil: 11. Platz

### Rudern
- Andris Reinholds
Männer, Einer: disqualifiziert

### Schießen
- Afanasijs Kuzmins
Männer, Schnellfeuerpistole: 8. Platz

- Boriss Timofejevs
Männer, Skeet: 12. Platz

### Schwimmen
- Artūrs Jakovļevs
Männer, 100 Meter Schmetterling: 56. Platz

- Margarita Kalmikova
Frauen, 200 Meter Brust: 28. Platz

- Valērijs Kalmikovs
Männer, 100 Meter Brust: 34. Platz
Männer, 200 Meter Brust: 19. Platz
Männer, 200 Meter Lagen: 24. Platz

- Agnese Ozoliņa
Frauen, 50 Meter Freistil: 44. Platz
Frauen, 100 Meter Freistil: 45. Platz

### Segeln
- Žaklīna Litauniece
Frauen, Europe: 27. Platz

- Vita Matīse
Frauen, Windsurfen: 22. Platz

### Turnen
- Igors Vihrovs
Männer, Einzelmehrkampf: 26. Platz in der Qualifikation
Männer, Boden: Gold 
Männer, Pferd: 23. Platz in der Qualifikation
Männer, Barren: 31. Platz in der Qualifikation
Männer, Reck: 33. Platz in der Qualifikation
Männer, Ringe: 49. Platz in der Qualifikation
Männer, Seitpferd: 74. Platz in der Qualifikation